# Геташен
Геташен (арм. Գետաշեն), до 1946 года Джафарапат — село в области Армавир Республики Армения. Находится на границе Армении с Турцией.
Естественной границей является река Аракс. В селе есть школа, кладбище, дом культуры. Большое количество жителей является потомками осевших беженцев из районов Западной Армении, в частности из области Кулап и Кохпа-сар (соляная гора), в данный момент находящихся на территории Турции.

## Население
Иван Шопен отмечал, что согласно сведениям из "Камерального описания", составленного в 1829-1831 годах, в селе Джяфар-абад Сардарь-абадского магала Эриванской провинции проживал 171 человек, из которых 162 - армяне, проживавшие в селе до 1828 года (в источнике называются "коренными армянами"), и 9 - армяне, переселившиеся из Турции после заключения Адрианопольского договора (1829) сторонами Русско-турецкой войны (1828-1829).
По данным «Сборника сведений о Кавказе» за 1880 год в селе Джафар-абад Эчмиадзинского уезда по сведениям 1873 года было 72 двора и проживало 500 жителей, в основном армянской национальности ("народности") и армяно-григорианского вероисповедания, среди которых 275 мужского пола и 225 - женского. Также в селе была расположена армяно-григорианская церковь и 2 мельницы.